# George Wood (piłkarz)
George Wood (ur. 26 września 1952 w Douglas) – szkocki piłkarz występujący na pozycji bramkarza.

## Kariera klubowa
Wood zawodową karierę rozpoczynał w 1970 roku w szkockim East Stirlingshire ze Scottish First Division. W 1972 roku trafił do angielskiego Blackpool z Division Two. Jego barwy reprezentował przez 5 lat. W tym czasie rozegrał tam 117 spotkań.
W 1977 roku Wood odszedł do Evertonu z Division One. W tych rozgrywkach zadebiutował 20 sierpnia 1977 w przegranym 1:3 pojedynku z Nottingham Forest. W Evertonie spędził 3 lat. Potem przeszedł do Arsenalu, także grającego w Division One. Pierwszy ligowy mecz zaliczył tam 20 września 1980 roku przeciwko Middlesbrough (0:2). W Arsenalu występował również przez 3 lata.
W 1983 roku Wood przeniósł się do Crystal Palace z Division Two. Grał tam przez 5 lat, a na początku 1988 roku odszedł do walijskiego Cardiff City z angielskiej ligi Division Four. W tym samym roku awansował z nim do Division Three. W sezonie 1989/1990 przez kilka miesięcy przebywał na wypożyczeniu w innym zespole Division Three, Blackpool.
W 1990 roku Wood przeszedł do Hereford United z Division Four. Następnie grał w walijskich Merthyr Tydfil oraz Inter Cardiff, gdzie w 1997 roku zakończył karierę.

## Kariera reprezentacyjna
W reprezentacji Szkocji Wood zadebiutował w 1979 roku. W 1982 roku został powołany do kadry na Mistrzostwa Świata. Nie zagrał na nich jednak w żadnym meczu. Z tamtego turnieju Szkocja odpadła po fazie grupowej. W latach 1979–1982 w drużynie narodowej Wood rozegrał w sumie 4 spotkania.